# Dacia Bigster concept
Le Dacia Bigster Concept est un concept car de SUV du constructeur automobile roumain Dacia présenté en janvier 2021. Il préfigure le SUV de série Dacia Bigster produit à partir de 2025.

## Présentation

Nouveau logo de Dacia

Le concept car Dacia Bigster est dévoilé le 14 janvier 2021 lors de la présentation du plan stratégique « Renaulution » par le nouveau directeur général du constructeur français Luca de Meo,.
Le concept reçoit le nouveau logo Dacia sur sa calandre formé des lettres « DC ».

## Caractéristiques techniques
La Bigster Concept repose sur la plateforme modulaire CMF-B allongée du groupe Renault provenant notamment de la Renault Clio V.